# Elecciones legislativas de Argentina de 1963
Las elecciones legislativas de Argentina de 1963 tuvieron lugar el 7 de julio, al mismo tiempo que las elecciones presidenciales, se realizaron con el objetivo de elegir el Congreso Nacional después del golpe de Estado del 29 de marzo de 1962. A pesar de que varias acciones durante el golpe, por parte del presidente derrocado Arturo Frondizi y su sucesor, el presidente provisional del Senado José María Guido, se realizaron con el objetivo de evitar que asumiera una dictadura cívico-militar, de todos modos Guido quedó condicionado al poder militar. En esas condiciones realizó diversas acciones inconstitucionales e ilegales, como mantener la detención de Frondizi, anular las elecciones legislativas de 1962, en algunas de las cuales había ganado el peronismo y que habían detonado el golpe, desplazar a los poderes provinciales, clausurar el Congreso de la Nación e ilegalizar al peronismo, lo que dejó su presidencia en una posición de abierta ilegalidad histórica, cuya calificación es debatida hasta la actualidad.
La "clausura" del Congreso conllevó en la práctica su disolución, por lo que en los comicios de 1963 se debió renovar la legislatura completa, junto con la presidencia de la Nación y todos los gobiernos provinciales. Para las elecciones, además de una nueva proscripción del peronismo, Arturo Frondizi se encontraba detenido, por lo que tanto los peronistas como los frondizistas se expresaron mediante el voto en blanco, tal y como había hecho el peronismo durante la elección constituyente de 1957 y las legislativas de medio término de 1960.
En este contexto la Unión Cívica Radical del Pueblo (UCRP), opositora a Frondizi y al peronismo, asumió el gobierno del país con Arturo Umberto Illia siendo elegido presidente y logrando la mayoría absoluta en el Senado y la mayoría simple en la Cámara de Diputados con 72 de las 192 bancas en disputa. Con su conductor detenido, el partido de Frondizi, la Unión Cívica Radical Intransigente (UCRI), sufrió una fuerte debacle al recibir menos de la mitad de los votos que había recibido menos de dos años atrás y exactamente la mitad de escaños que tenía antes del golpe, con 40 bancas. El voto en blanco logró llegar al segundo lugar con un 16,90%, si bien fue ligeramente inferior al de las elecciones presidenciales. El gobierno de Illia, asumido el 12 de octubre, inició condicionado por la proscripción de sus dos principales contrincantes. La cuestionada legitimidad del gobierno y su consecuente debilidad, influiría más tarde en su derrocamiento el 28 de junio de 1966.
Fueron las primeras elecciones legislativas en utilizar el sistema proporcional D'Hondt. Hasta 1962 se usaba el sistema de lista incompleta, donde el partido más votado ganaba dos tercios de las bancas y el segundo más votado ganaba el otro tercio.

## Cargos a elegir
| Provincia           | Bancas |
| ------------------- | ------ |
| Buenos Aires        | 50     |
| Capital Federal     | 35     |
| Catamarca           | 2      |
| Chaco               | 5      |
| Chubut              | 2      |
| Córdoba             | 18     |
| Corrientes          | 6      |
| Entre Ríos          | 9      |
| Formosa             | 2      |
| Jujuy               | 2      |
| La Pampa            | 2      |
| La Rioja            | 2      |
| Mendoza             | 7      |
| Misiones            | 3      |
| Neuquén             | 2      |
| Río Negro           | 2      |
| Salta               | 3      |
| San Juan            | 3      |
| San Luis            | 2      |
| Santa Cruz          | 2      |
| Santa Fe            | 20     |
| Santiago del Estero | 6      |
| Tucumán             | 7      |
| Total               | 192    |

## Resultados
| Partido                                         | Partido                                         | Partido                                         | Votos      | %     | Bancas    | Bancas    | Bancas  | Bancas |
| Partido                                         | Partido                                         | Partido                                         | Votos      | %     | 1963-1965 | 1963-1967 | Totales |        |
| ----------------------------------------------- | ----------------------------------------------- | ----------------------------------------------- | ---------- | ----- | --------- | --------- | ------- | ------ |
|                                                 | Unión Cívica Radical del Pueblo                 | Unión Cívica Radical del Pueblo                 | 2.419.268  | 30,68 | 36/96     | 36/96     | 72/192  |        |
|                                                 | Unión Cívica Radical Intransigente              | Unión Cívica Radical Intransigente              | 1.541.452  | 19,55 | 20/96     | 20/96     | 40/192  |        |
|                                                 | Unión del Pueblo Argentino                      | Unión del Pueblo Argentino                      | 656.129    | 8,32  | 6/96      | 7/96      | 13/192  |        |
|                                                 |                                                 | Unión Popular                                   | 193.091    | 2,45  | 4/96      | 1/96      | 5/192   |        |
|                                                 | Partido Tres Banderas                           | 113.715                                         | 1,44       | 1/96  | 2/96      | 3/192     |         |        |
|                                                 | Partido Blanco                                  | 71.149                                          | 0,90       | —     | 1/96      | 1/192     |         |        |
|                                                 | Partido Demócrata de la Justicia Social         | 66.976                                          | 0,85       | 1/96  | —         | 1/192     |         |        |
|                                                 | Partido Laborista Nacional                      | 54.449                                          | 0,69       | —     | 2/96      | 2/192     |         |        |
|                                                 | Partido Blanco de los Trabajadores              | 46.777                                          | 0,59       | —     | 2/96      | 2/192     |         |        |
|                                                 | Movimiento Federal Democrático                  | 42.481                                          | 0,54       | —     | 1/96      | 1/192     |         |        |
|                                                 | Acción Popular Sanluiseña                       | 23.126                                          | 0,29       | 1/96  | —         | 1/192     |         |        |
|                                                 | Movimiento Popular Neuquino                     | 20.572                                          | 0,26       | 2/96  | —         | 2/192     |         |        |
|                                                 | Partido Provincial                              | 16.335                                          | 0,21       | 1/96  | —         | 1/192     |         |        |
| Total Neoperonismo                              | Total Neoperonismo                              | Total Neoperonismo                              | 648.671    | 8,22  | 10/99     | 9/99      | 19/192  |        |
|                                                 | Partido Demócrata Progresista                   | Partido Demócrata Progresista                   | 555.891    | 7,05  | 6/96      | 6/96      | 12/192  |        |
|                                                 |                                                 | Partido Demócrata                               | 188.751    | 2,39  | 1/96      | 2/96      | 3/192   |        |
|                                                 | Unión Conservadora                              | 141.619                                         | 1,80       | 1/96  | 2/96      | 3/192     |         |        |
|                                                 | Partido Demócrata Conservador                   | 52.134                                          | 0,66       | 1/96  | —         | 1/192     |         |        |
|                                                 | Partido Demócrata Liberal                       | 38.842                                          | 0,49       | 1/96  | —         | 1/192     |         |        |
|                                                 | Partido Demócrata Unido                         | 27.719                                          | 0,35       | —     | 1/96      | 1/192     |         |        |
| Total Federación Nacional de Partidos de Centro | Total Federación Nacional de Partidos de Centro | Total Federación Nacional de Partidos de Centro | 449.065    | 5,69  | 4/99      | 5/99      | 9/192   |        |
|                                                 | Partido Demócrata Cristiano                     | Partido Demócrata Cristiano                     | 436.922    | 5,54  | 4/96      | 4/96      | 8/192   |        |
|                                                 | Partido Socialista Argentino                    | Partido Socialista Argentino                    | 306.870    | 3,89  | 3/96      | 3/96      | 6/192   |        |
|                                                 | Partido Socialista Democrático                  | Partido Socialista Democrático                  | 306.648    | 3,89  | 3/96      | 2/96      | 5/192   |        |
|                                                 | Partido Liberal de Corrientes                   | Partido Liberal de Corrientes                   | 61.250     | 0,78  | 1/96      | 1/96      | 2/192   |        |
|                                                 | Unión Cívica Radical Bloquista                  | Unión Cívica Radical Bloquista                  | 45.395     | 0,58  | 1/96      | —         | 1/192   |        |
|                                                 | Partido Autonomista de Corrientes               | Partido Autonomista de Corrientes               | 39.943     | 0,51  | 1/96      | 1/96      | 2/192   |        |
|                                                 | Unión Cívica Radical Cruzada Renovadora         | Unión Cívica Radical Cruzada Renovadora         | 32.050     | 0,41  | 1/96      | —         | 1/96    |        |
|                                                 | Defensa Provincial-Bandera Blanca               | Defensa Provincial-Bandera Blanca               | 24.422     | 0,31  | —         | 1/96      | 1/192   |        |
|                                                 | Alianza Misionera (UDELPA-PDP)                  | Alianza Misionera (UDELPA-PDP)                  | 12.110     | 0,15  | —         | 1/96      | 1/192   |        |
|                                                 | Otros                                           | Otros                                           | 349.327    | 4,43  | —         | —         | —       |        |
|                                                 |                                                 |                                                 |            |       |           |           |         |        |
| Votos positivos                                 | Votos positivos                                 | Votos positivos                                 | 7.885.413  | 81,12 |           |           |         |        |
| Votos en blanco                                 | Votos en blanco                                 | Votos en blanco                                 | 1.642.522  | 16,90 |           |           |         |        |
| Votos anulados                                  | Votos anulados                                  | Votos anulados                                  | 192.766    | 1,98  |           |           |         |        |
| Total de votos                                  | Total de votos                                  | Total de votos                                  | 9.720.701  | 100   |           |           |         |        |
| Votantes registrados/participación              | Votantes registrados/participación              | Votantes registrados/participación              | 11.356.240 | 85,60 |           |           |         |        |
| Fuente:                                         |                                                 |                                                 |            |       |           |           |         |        |

## Resultados por provincia
| Provincia de Buenos Aires 50 Diputados       | Provincia de Buenos Aires 50 Diputados                     | Provincia de Buenos Aires 50 Diputados                     | Provincia de Buenos Aires 50 Diputados | Provincia de Buenos Aires 50 Diputados | Provincia de Buenos Aires 50 Diputados | Provincia de Buenos Aires 50 Diputados | Provincia de Buenos Aires 50 Diputados |
| Partidos                                     | Partidos                                                   | Partidos                                                   | Votos                                  | %                                      | Bancas                                 | Electos 1963-1965 | Electos 1963-1967 |
| -------------------------------------------- | ---------------------------------------------------------- | ---------------------------------------------------------- | -------------------------------------- | -------------------------------------- | -------------------------------------- | --- | --- |
|                                              | Unión Cívica Radical del Pueblo                            | Unión Cívica Radical del Pueblo                            | 841.993                                |                                        | 18/50                                  | Ver electos: - Carlos Alberto Bravo - Osvaldo Corte Lezzi - Adolfo Ignacio Costantino - Amadeo di Leo - Mario Agustín Grau - Carlos Julián Miganne - Juan Carlos Pugliese - Oscar Hipólito Santa María - Rogelio Antonio Ventemiglia | Ver electos: - Raúl Alfonsín - Eduardo Massolo - Arturo Mor Roig - Manuel Martín Mugica - Roberto Manuel Pena - Estanislao Picado - David Schapira - Antonio Américo Tróccoli - José Vázquez Pol |
|                                              | Unión Cívica Radical Intransigente                         | Unión Cívica Radical Intransigente                         | 636.541                                |                                        | 13/50                                  | Ver electos: - Palmiro Bartolomé Bogliano - Pablo Calabrese - Julio Oscar Fernández Mendy - Antonio Pereira - Raúl Pérez - Fayiz Sago                                                                                                | Ver electos: - Tomás Pedro Arana - Felipe Díaz O'Kelly - Luis José Daniel Harrington - Adalberto Oscar Marsico - Vicente Miguel Musacchio - Melchor Silverio Posse - Dante Oscar Tortonese       |
|                                              | Unión del Pueblo Argentino                                 | Unión del Pueblo Argentino                                 | 230.795                                |                                        | 5/50                                   | - Ángel Bo - Araldo Ángel Ritacco - Miguel Alfredo Castellar (UP) | - Raúl Ábalos - Eduardo Raúl Liljesthrom |
|                                              | Partido Socialista Democrático                             | Partido Socialista Democrático                             | 167.640                                |                                        | 4/50                                   | - José Ernesto Rozas - Eduardo Carlos Schaposnik | - Luis Nuncio Fabrizio |
|                                              | Partido Demócrata Progresista                              | Partido Demócrata Progresista                              | 150.495                                |                                        | 3/50                                   | - Carlos Jose Berini - Cayetano Scarpello | - José Eduardo de Cara |
|                                              | Partido Socialista Argentino                               | Partido Socialista Argentino                               | 150.172                                |                                        | 3/50                                   | - Pablo Lejarraga | - Juan Carlos Coral - Carlos Emilio Ocampo |
|                                              | Unión Conservadora                                         | Unión Conservadora                                         | 141.619                                |                                        | 3/50                                   | - José María Maggi | - Luis Celestino Domínguez - Pablo González Bergez |
|                                              | Partido Demócrata Cristiano                                | Partido Demócrata Cristiano                                |                                        |                                        | 2/50                                   | - Jorge Nelson Gualco | - Enrique de Vedia |
|                                              |                                                            |                                                            |                                        |                                        |                                        | | |
| Votos positivos                              |                                                            |                                                            |                                        |                                        |                                        | | |
| Votos en blanco                              |                                                            |                                                            |                                        |                                        |                                        | | |
| Votos nulos                                  |                                                            |                                                            |                                        |                                        |                                        | | |
| Total de votos                               | Total de votos                                             | Total de votos                                             | 3.295.918                              | 100                                    |                                        | | |
| Votantes registrados/participación           | Votantes registrados/participación                         | Votantes registrados/participación                         | 3.752.479                              | 87,83                                  |                                        | | |
| Capital Federal 35 Diputados                 |                                                            |                                                            |                                        |                                        |                                        | | |
| Partidos                                     | Partidos                                                   | Partidos                                                   | Votos                                  | %                                      | Bancas                                 | Electos 1963-1965 | Electos 1963-1967 |
|                                              | Unión Cívica Radical del Pueblo                            | Unión Cívica Radical del Pueblo                            | 406.418                                | 30,15                                  | 11/35                                  | Ver electos: - Reinaldo Elena - Julio Plácido Longhi - Valentín Antonio Mercado - Mariano Oscar Rosito - Eduardo H. Vaccarezza | Ver electos: - Alejandro Oscar Baffico - Manuel Belnicoff - Roberto A. Garofalo - Hugo E. Minsk - Héctor F. Musitani - Raúl Zarriello                                                            |
|                                              | Unión Cívica Radical Intransigente                         | Unión Cívica Radical Intransigente                         | 272.592                                | 20,22                                  | 7/35                                   | - Luis Leopoldo Boffi - Domingo Arcángel Condoluci - José Manuel Fernández - Israel Iglesias | - Ángel Rafael Caggiano - José Frega - Alberto Luis Garibaldi |
|                                              | Unión del Pueblo Argentino                                 | Unión del Pueblo Argentino                                 | 179.651                                | 13,33                                  | 5/35                                   | - Oscar Murmis - Lidia Valente de Pérez Tort | - Miguel Pedro Domingo del Pero - Eduardo Orlando Gutiérrez - Luis Amura |
|                                              | Partido Demócrata Progresista                              | Partido Demócrata Progresista                              | 145.240                                | 10,77                                  | 4/35                                   | - Jorge Horacio Fraga - Roberto Rois | - Héctor Félix Bravo - León Patlis |
|                                              | Partido Socialista Argentino                               | Partido Socialista Argentino                               | 111.297                                | 8,26                                   | 3/35                                   | - Emilio Carreira - Alfredo Palacios | - Ramón Antonio Muñiz |
|                                              | Partido Socialista Democrático                             | Partido Socialista Democrático                             | 106.945                                | 7,93                                   | 2/35                                   | - Juan Antonio Solari | - Américo Ghioldi |
|                                              | Partido Demócrata Cristiano                                | Partido Demócrata Cristiano                                | 77.455                                 | 5,75                                   | 2/35                                   | - Raúl Torreiro | - Salvador F. Busacca |
|                                              | Partido Demócrata Conservador                              | Partido Demócrata Conservador                              | 48.382                                 | 3,59                                   | 1/35                                   | - Jorge Mariano Almada | — |
|                                              |                                                            |                                                            |                                        |                                        |                                        | | |
| Votos positivos                              | Votos positivos                                            | Votos positivos                                            | 1.347.980                              | 86,85                                  |                                        | | |
| Votos en blanco                              | Votos en blanco                                            | Votos en blanco                                            | 204.180                                | 13,15                                  |                                        | | |
| Total de votos                               | Total de votos                                             | Total de votos                                             | 1.552.160                              | 100                                    |                                        | | |
| Votantes registrados/participación           | Votantes registrados/participación                         | Votantes registrados/participación                         | 1.842.875                              | 84,22                                  |                                        | | |
| Provincia de Catamarca 2 Diputados           |                                                            |                                                            |                                        |                                        |                                        | | |
| Partidos                                     | Partidos                                                   | Partidos                                                   | Votos                                  | %                                      | Bancas                                 | Electos 1963-1965 | Electos 1963-1967 |
|                                              | Unión Cívica Radical del Pueblo                            | Unión Cívica Radical del Pueblo                            | 24.287                                 | 40,80                                  | 2/2                                    | — | - Horacio Agustín Pernasetti - Juan Manuel Vaca Lobo |
|                                              | Otros                                                      | Otros                                                      | 35.237                                 | 59,20                                  |                                        | | |
|                                              |                                                            |                                                            |                                        |                                        |                                        | | |
| Votos positivos                              | Votos positivos                                            | Votos positivos                                            | 59.524                                 | 81,00                                  |                                        | | |
| Votos en blanco                              | Votos en blanco                                            | Votos en blanco                                            | 7.685                                  | 10,46                                  |                                        | | |
| Votos nulos                                  | Votos nulos                                                | Votos nulos                                                | 6.273                                  | 8,54                                   |                                        | | |
| Total de votos                               | Total de votos                                             | Total de votos                                             | 73.482                                 | 100                                    |                                        | | |
| Votantes registrados/participación           | Votantes registrados/participación                         | Votantes registrados/participación                         | 91.983                                 | 79,89                                  |                                        | | |
| Provincia del Chaco 5 Diputados              |                                                            |                                                            |                                        |                                        |                                        | | |
| Partidos                                     | Partidos                                                   | Partidos                                                   | Votos                                  | %                                      | Bancas                                 | Electos 1963-1965 | Electos 1963-1967 |
|                                              | Unión Popular                                              | Unión Popular                                              | 79.844                                 | 41,72                                  | 3/5                                    | - Juan Alejandro Luco - José Oscar Ruiz | - Ferdinando Pedrini |
|                                              | Unión Cívica Radical del Pueblo                            | Unión Cívica Radical del Pueblo                            | 42.033                                 | 21,96                                  | 1/5                                    | - Luis León | — |
|                                              | Unión Cívica Radical Intransigente                         | Unión Cívica Radical Intransigente                         | 27.844                                 | 14,55                                  | 1/5                                    | — | - Diógenes Casimiro Díaz |
|                                              | Unión del Pueblo Argentino                                 | Unión del Pueblo Argentino                                 | 11.539                                 | 6,03                                   |                                        | | |
|                                              | Partido Demócrata Progresista                              | Partido Demócrata Progresista                              | 9.820                                  | 5,13                                   |                                        | | |
|                                              | Partido Conservador del Chaco                              | Partido Conservador del Chaco                              | 8.141                                  | 4,25                                   |                                        | | |
|                                              | Partido Socialista del Chaco                               | Partido Socialista del Chaco                               | 5.556                                  | 2,90                                   |                                        | | |
|                                              | Partido Demócrata Cristiano                                | Partido Demócrata Cristiano                                | 4.301                                  | 2,25                                   |                                        | | |
|                                              | Partido Socialista Argentino                               | Partido Socialista Argentino                               | 2.320                                  | 1,21                                   |                                        | | |
|                                              |                                                            |                                                            |                                        |                                        |                                        | | |
| Votos positivos                              | Votos positivos                                            | Votos positivos                                            | 191.398                                | 94,30                                  |                                        | | |
| Votos en blanco                              | Votos en blanco                                            | Votos en blanco                                            | 8.525                                  | 4,20                                   |                                        | | |
| Votos nulos                                  | Votos nulos                                                | Votos nulos                                                | 3.051                                  | 1,50                                   |                                        | | |
| Total de votos                               | Total de votos                                             | Total de votos                                             | 202.974                                | 100                                    |                                        | | |
| Votantes registrados/participación           | Votantes registrados/participación                         | Votantes registrados/participación                         | 272.958                                | 74,36                                  |                                        | | |
| Provincia del Chubut 2 Diputados             |                                                            |                                                            |                                        |                                        |                                        | | |
| Partidos                                     | Partidos                                                   | Partidos                                                   | Votos                                  | %                                      | Bancas                                 | Electos 1963-1965 | Electos 1963-1967 |
|                                              | Unión Cívica Radical del Pueblo                            | Unión Cívica Radical del Pueblo                            | 16.802                                 | 59,32                                  | 2/2                                    | - Ramón Cuerdo - Oscar Arturo Herrera | — |
|                                              | Unión Cívica Radical Intransigente                         | Unión Cívica Radical Intransigente                         | 6.252                                  | 22,07                                  |                                        | | |
|                                              | Partido Demócrata Cristiano                                | Partido Demócrata Cristiano                                | 2.741                                  | 9,68                                   |                                        | | |
|                                              | Partido Demócrata Progresista                              | Partido Demócrata Progresista                              | 2.530                                  | 8,93                                   |                                        | | |
|                                              |                                                            |                                                            |                                        |                                        |                                        | | |
| Votos positivos                              | Votos positivos                                            | Votos positivos                                            | 28.325                                 | 61,32                                  |                                        | | |
| Votos en blanco                              | Votos en blanco                                            | Votos en blanco                                            | 11.080                                 | 23,99                                  |                                        | | |
| Votos nulos                                  | Votos nulos                                                | Votos nulos                                                | 3.725                                  | 8,06                                   |                                        | | |
| Diferencia de actas                          | Diferencia de actas                                        | Diferencia de actas                                        | 3.060                                  | 6,62                                   |                                        | | |
| Total de votos                               | Total de votos                                             | Total de votos                                             | 46.190                                 | 100                                    |                                        | | |
| Votantes registrados/participación           | Votantes registrados/participación                         | Votantes registrados/participación                         | 66.897                                 | 69,05                                  |                                        | | |
| Provincia de Córdoba 18 Diputados            |                                                            |                                                            |                                        |                                        |                                        | | |
| Partidos                                     | Partidos                                                   | Partidos                                                   | Votos                                  | %                                      | Bancas                                 | Electos 1963-1965 | Electos 1963-1967 |
|                                              | Unión Cívica Radical del Pueblo                            | Unión Cívica Radical del Pueblo                            |                                        |                                        | 12/18                                  | Ver electos: - Hernán Alfredo Balboa - Mauricio Fischer - Didimo Horacio García Mayorga - Anacleto Carlos Maldonado - Mario Roberto - Rogelio Ramón Rodríguez                                                                        | Ver electos: - Raúl Fernández - Isidro Fernández Núñez - Juan Antonio Fiol - Héctor Andrés Llorens - Ángel Hugo Ortiz Hernández - Osvaldo Gregorio Rasines                                       |
|                                              | Unión Cívica Radical Intransigente                         | Unión Cívica Radical Intransigente                         |                                        |                                        | 2/18                                   | - Arturo Zanichelli | - Ricardo Álvaro Monte |
|                                              | Partido Demócrata Cristiano                                | Partido Demócrata Cristiano                                |                                        |                                        | 2/18                                   | - Enrique Félix Torriglia | - Teodosio F. Pizarro |
|                                              | Partido Demócrata                                          | Partido Demócrata                                          |                                        |                                        | 1/18                                   | — | - José Aguirre Cámara |
|                                              | Unión del Pueblo Argentino                                 | Unión del Pueblo Argentino                                 |                                        |                                        | 1/18                                   | - Héctor Sandler | — |
|                                              |                                                            |                                                            |                                        |                                        |                                        | | |
| Votos positivos                              |                                                            |                                                            |                                        |                                        |                                        | | |
| Votos en blanco                              |                                                            |                                                            |                                        |                                        |                                        | | |
| Votos nulos                                  |                                                            |                                                            |                                        |                                        |                                        | | |
| Total de votos                               | Total de votos                                             | Total de votos                                             | 944.703                                | 100                                    |                                        | | |
| Votantes registrados/participación           | Votantes registrados/participación                         | Votantes registrados/participación                         | 1.083.512                              | 87,19                                  |                                        | | |
| Provincia de Corrientes 6 Diputados          |                                                            |                                                            |                                        |                                        |                                        | | |
| Partidos                                     | Partidos                                                   | Partidos                                                   | Votos                                  | %                                      | Bancas                                 | Electos 1963-1965 | Electos 1963-1967 |
|                                              |                                                            | Partido Liberal de Corrientes                              | 61.250                                 | 26,65                                  |                                        | | |
|                                              | Partido Autonomista de Corrientes                          | 39.943                                                     | 17,38                                  |                                        |                                        | | |
| Total Pacto Autonomista - Liberal            | Total Pacto Autonomista - Liberal                          | Total Pacto Autonomista - Liberal                          | 101.193                                | 44,02                                  | 4/6                                    | - Raúl María Requena (PLCo) - Pedro Aristóbulo Obregón (PACo) | - Juan Balestra (h) (PLCo) - Fernando Antonio Miranda Gallino (PACo) |
|                                              | Unión Cívica Radical Intransigente                         | Unión Cívica Radical Intransigente                         | 59.853                                 | 26,04                                  | 2/6                                    | - José Isaac Centeno | - Fernando Piragine Niveyro |
|                                              | Unión Popular                                              | Unión Popular                                              | 25.270                                 | 10,99                                  |                                        | | |
|                                              | Unión Cívica Radical del Pueblo                            | Unión Cívica Radical del Pueblo                            | 13.485                                 | 5,87                                   |                                        | | |
|                                              | Partido Colorado                                           | Partido Colorado                                           | 11.031                                 | 4,80                                   |                                        | | |
|                                              | Partido Demócrata Cristiano                                | Partido Demócrata Cristiano                                | 8.953                                  | 3,89                                   |                                        | | |
|                                              | Partido Demócrata Progresista                              | Partido Demócrata Progresista                              | 8.623                                  | 3,75                                   |                                        | | |
|                                              | Partido Demócrata Autonomista (JRN)                        | Partido Demócrata Autonomista (JRN)                        | 1.465                                  | 0,64                                   |                                        | | |
|                                              | Movimiento del Frente Nacional                             | Movimiento del Frente Nacional                             | 1                                      | 0,00                                   |                                        | | |
|                                              |                                                            |                                                            |                                        |                                        |                                        | | |
| Votos positivos                              | Votos positivos                                            | Votos positivos                                            | 229.874                                | 95,69                                  |                                        | | |
| Votos en blanco                              | Votos en blanco                                            | Votos en blanco                                            | 10.032                                 | 4,18                                   |                                        | | |
| Votos nulos                                  | Votos nulos                                                | Votos nulos                                                | 330                                    | 0,14                                   |                                        | | |
| Total de votos                               | Total de votos                                             | Total de votos                                             | 240.236                                | 100                                    |                                        | | |
| Votantes registrados/participación           | Votantes registrados/participación                         | Votantes registrados/participación                         | 312.115                                | 76,97                                  |                                        | | |
| Provincia de Entre Ríos 9 Diputados          |                                                            |                                                            |                                        |                                        |                                        | | |
| Partidos                                     | Partidos                                                   | Partidos                                                   | Votos                                  | %                                      | Bancas                                 | Electos 1963-1965 | Electos 1963-1967 |
|                                              | Unión Cívica Radical del Pueblo                            | Unión Cívica Radical del Pueblo                            | 112.358                                | 33,67                                  | 4/9                                    | - Isidro Gerónimo Balbi - Eduardo Antonio Solari | - Fermín Jesús Garay - Eduardo Rodríguez Vagaría |
|                                              | Unión Cívica Radical Intransigente                         | Unión Cívica Radical Intransigente                         | 93.408                                 | 27,99                                  | 3/9                                    | - Horacio Osvaldo Domingorena - Ramón Saturnino Martínez | - Jorge Washington Ferreira |
|                                              | Partido Tres Banderas                                      | Partido Tres Banderas                                      | 40.773                                 | 12,22                                  | 1/9                                    | — | - Eliberto Santos Juan Tachella |
|                                              | Partido Demócrata Unido                                    | Partido Demócrata Unido                                    | 27.719                                 | 8,31                                   | 1/9                                    | — | - Saturnino Bilbao |
|                                              | Unión del Pueblo Argentino                                 | Unión del Pueblo Argentino                                 | 23.454                                 | 7,03                                   |                                        | | |
|                                              | Partido Demócrata Cristiano                                | Partido Demócrata Cristiano                                | 18.575                                 | 5,57                                   |                                        | | |
|                                              | Partido Demócrata Progresista                              | Partido Demócrata Progresista                              | 10.308                                 | 3,09                                   |                                        | | |
|                                              | Partido Socialista Democrático                             | Partido Socialista Democrático                             | 4.406                                  | 1,32                                   |                                        | | |
|                                              | Unión Nacional                                             | Unión Nacional                                             | 2.685                                  | 0,80                                   |                                        | | |
|                                              |                                                            |                                                            |                                        |                                        |                                        | | |
| Votos positivos                              | Votos positivos                                            | Votos positivos                                            | 333.681                                | 87,59                                  |                                        | | |
| Votos en blanco                              | Votos en blanco                                            | Votos en blanco                                            | 34.876                                 | 9,16                                   |                                        | | |
| Votos nulos                                  | Votos nulos                                                | Votos nulos                                                | 12.384                                 | 3,25                                   |                                        | | |
| Total de votos                               | Total de votos                                             | Total de votos                                             | 380.941                                | 100                                    |                                        | | |
| Votantes registrados/participación           | Votantes registrados/participación                         | Votantes registrados/participación                         | 476.101                                | 80,01                                  |                                        | | |
| Provincia de Formosa 2 Diputados             |                                                            |                                                            |                                        |                                        |                                        | | |
| Partidos                                     | Partidos                                                   | Partidos                                                   | Votos                                  | %                                      | Bancas                                 | Electos 1963-1965 | Electos 1963-1967 |
|                                              | Unión Cívica Radical del Pueblo                            | Unión Cívica Radical del Pueblo                            | 19.301                                 |                                        | 1/2                                    | — | - Alberto Ramón Maglietti |
|                                              | Unión Cívica Radical Intransigente                         | Unión Cívica Radical Intransigente                         | 12.856                                 |                                        | 1/2                                    | — | - José Rodríguez del Rebollar |
|                                              |                                                            |                                                            |                                        |                                        |                                        | | |
| Votos positivos                              |                                                            |                                                            |                                        |                                        |                                        | | |
| Votos en blanco                              |                                                            |                                                            |                                        |                                        |                                        | | |
| Votos nulos                                  |                                                            |                                                            |                                        |                                        |                                        | | |
| Total de votos                               | Total de votos                                             | Total de votos                                             | 48.927                                 | 100                                    |                                        | | |
| Votantes registrados/participación           | Votantes registrados/participación                         | Votantes registrados/participación                         | 64.523                                 | 75,83                                  |                                        | | |
| Provincia de Jujuy 2 Diputados               |                                                            |                                                            |                                        |                                        |                                        | | |
| Partidos                                     | Partidos                                                   | Partidos                                                   | Votos                                  | %                                      | Bancas                                 | Electos 1963-1965 | Electos 1963-1967 |
|                                              | Partido Blanco de los Trabajadores                         | Partido Blanco de los Trabajadores                         | 46.777                                 | 57,66                                  | 2/2                                    | — | - Carlos Alberto Calvo - David Jorge Casas |
|                                              | Unión Cívica Radical Intransigente                         | Unión Cívica Radical Intransigente                         | 14.694                                 | 18,11                                  |                                        | | |
|                                              | Unión Cívica Radical del Pueblo                            | Unión Cívica Radical del Pueblo                            | 5.379                                  | 6,63                                   |                                        | | |
|                                              | Partido Demócrata Popular                                  | Partido Demócrata Popular                                  | 5.121                                  | 6,31                                   |                                        | | |
|                                              | Unión del Pueblo Argentino                                 | Unión del Pueblo Argentino                                 | 4.561                                  | 5,62                                   |                                        | | |
|                                              | Partido Demócrata Cristiano                                | Partido Demócrata Cristiano                                | 3.651                                  | 4,50                                   |                                        | | |
|                                              | Partido Nacional Obrero                                    | Partido Nacional Obrero                                    | 760                                    | 0,94                                   |                                        | | |
|                                              | Partido Conservador Obrero Provincial                      | Partido Conservador Obrero Provincial                      | 184                                    | 0,23                                   |                                        | | |
|                                              |                                                            |                                                            |                                        |                                        |                                        | | |
| Votos positivos                              | Votos positivos                                            | Votos positivos                                            | 81.127                                 | 96,85                                  |                                        | | |
| Votos en blanco                              | Votos en blanco                                            | Votos en blanco                                            | 1.789                                  | 2,14                                   |                                        | | |
| Votos nulos                                  | Votos nulos                                                | Votos nulos                                                | 220                                    | 0,26                                   |                                        | | |
| Diferencia de actas                          | Diferencia de actas                                        | Diferencia de actas                                        | 629                                    | 0,75                                   |                                        | | |
| Total de votos                               | Total de votos                                             | Total de votos                                             | 83.765                                 | 100                                    |                                        | | |
| Votantes registrados/participación           | Votantes registrados/participación                         | Votantes registrados/participación                         | 103.141                                | 81,21                                  |                                        | | |
| Provincia de La Pampa 2 Diputados            |                                                            |                                                            |                                        |                                        |                                        | | |
| Partidos                                     | Partidos                                                   | Partidos                                                   | Votos                                  | %                                      | Bancas                                 | Electos 1963-1965 | Electos 1963-1967 |
|                                              | Unión Cívica Radical Intransigente                         | Unión Cívica Radical Intransigente                         | 24.280                                 | 41,90                                  | 1/2                                    | - Juan Carlos Achiary | — |
|                                              | Unión Cívica Radical del Pueblo                            | Unión Cívica Radical del Pueblo                            | 18.961                                 | 32,72                                  | 1/2                                    | - Pedro José Berhongaray | — |
|                                              | Unión Popular                                              | Unión Popular                                              | 9.306                                  | 16,06                                  |                                        | | |
|                                              | Partido Demócrata Cristiano                                | Partido Demócrata Cristiano                                | 5.396                                  | 9,31                                   |                                        | | |
|                                              |                                                            |                                                            |                                        |                                        |                                        | | |
| Votos positivos                              | Votos positivos                                            | Votos positivos                                            | 57.943                                 | 71,55                                  |                                        | | |
| Votos en blanco                              | Votos en blanco                                            | Votos en blanco                                            | 22.842                                 | 28,21                                  |                                        | | |
| Votos nulos                                  | Votos nulos                                                | Votos nulos                                                | 194                                    | 0,24                                   |                                        | | |
| Total de votos                               | Total de votos                                             | Total de votos                                             | 80.979                                 | 100                                    |                                        | | |
| Votantes registrados/participación           | Votantes registrados/participación                         | Votantes registrados/participación                         | 92.964                                 | 87,11                                  |                                        | | |
| Provincia de La Rioja 2 Diputados            |                                                            |                                                            |                                        |                                        |                                        | | |
| Partidos                                     | Partidos                                                   | Partidos                                                   | Votos                                  | %                                      | Bancas                                 | Electos 1963-1965 | Electos 1963-1967 |
|                                              | Unión Cívica Radical del Pueblo                            | Unión Cívica Radical del Pueblo                            | 17.204                                 | 34,97                                  | 2/2                                    | — | - Félix Alberto de Arrascaeta - Roberto Marcelino Cáceres |
|                                              | Partido Demócrata Liberal                                  | Partido Demócrata Liberal                                  | 7.680                                  | 15,61                                  |                                        | | |
|                                              | Unión Cívica Radical Intransigente                         | Unión Cívica Radical Intransigente                         | 6.565                                  | 13,34                                  |                                        | | |
|                                              | Partido Demócrata de la Justicia Social                    | Partido Demócrata de la Justicia Social                    | 6.376                                  | 12,96                                  |                                        | | |
|                                              | Unión Popular                                              | Unión Popular                                              | 5.189                                  | 10,55                                  |                                        | | |
|                                              | Unión Cívica Radical de La Rioja                           | Unión Cívica Radical de La Rioja                           | 2.826                                  | 5,74                                   |                                        | | |
|                                              | Unión del Pueblo Argentino                                 | Unión del Pueblo Argentino                                 | 1.347                                  | 2,74                                   |                                        | | |
|                                              | Partido Demócrata Cristiano                                | Partido Demócrata Cristiano                                | 1.262                                  | 2,57                                   |                                        | | |
|                                              | Movimiento del Frente Nacional                             | Movimiento del Frente Nacional                             | 751                                    | 1,53                                   |                                        | | |
|                                              |                                                            |                                                            |                                        |                                        |                                        | | |
| Votos positivos                              | Votos positivos                                            | Votos positivos                                            | 49.200                                 | 86,65                                  |                                        | | |
| Votos en blanco                              | Votos en blanco                                            | Votos en blanco                                            | 7.583                                  | 13,35                                  |                                        | | |
| Total de votos                               | Total de votos                                             | Total de votos                                             | 56.783                                 | 100                                    |                                        | | |
| Votantes registrados/participación           | Votantes registrados/participación                         | Votantes registrados/participación                         | 70.801                                 | 80,20                                  |                                        | | |
| Provincia de Mendoza 7 Diputados             |                                                            |                                                            |                                        |                                        |                                        | | |
| Partidos                                     | Partidos                                                   | Partidos                                                   | Votos                                  | %                                      | Bancas                                 | Electos 1963-1965 | Electos 1963-1967 |
|                                              | Partido Demócrata                                          | Partido Demócrata                                          | 100.642                                | 26,76                                  | 2/7                                    | - Silvestre Peña y Lillo | - Emilio Jofré |
|                                              | Unión Cívica Radical del Pueblo                            | Unión Cívica Radical del Pueblo                            | 77.146                                 | 20,51                                  | 2/7                                    | - Luis Ignacio Bobillo | - Santiago Llaver |
|                                              | Partido Tres Banderas                                      | Partido Tres Banderas                                      | 72.942                                 | 19,40                                  | 2/7                                    | - Julio Argentino Villanueva | - Alberto Serú García |
|                                              | Partido Blanco                                             | Partido Blanco                                             | 67.298                                 | 17,89                                  | 1/7                                    | — | - Guillermo Catalán |
|                                              | Partido Socialista Argentino                               | Partido Socialista Argentino                               | 20.130                                 | 5,35                                   |                                        | | |
|                                              | Unión del Pueblo Argentino                                 | Unión del Pueblo Argentino                                 | 17.857                                 | 4,75                                   |                                        | | |
|                                              | Unión Cívica Radical Intransigente                         | Unión Cívica Radical Intransigente                         | 11.054                                 | 2,94                                   |                                        | | |
|                                              | Partido Demócrata Cristiano                                | Partido Demócrata Cristiano                                | 6.006                                  | 1,60                                   |                                        | | |
|                                              | Partido Demócrata Progresista                              | Partido Demócrata Progresista                              | 2.767                                  | 0,74                                   |                                        | | |
|                                              | Cruzada Acción Nacional                                    | Cruzada Acción Nacional                                    | 241                                    | 0,06                                   |                                        | | |
|                                              |                                                            |                                                            |                                        |                                        |                                        | | |
| Votos positivos                              | Votos positivos                                            | Votos positivos                                            | 376.083                                | 93,08                                  |                                        | | |
| Votos en blanco                              | Votos en blanco                                            | Votos en blanco                                            | 27.969                                 | 6,92                                   |                                        | | |
| Total de votos                               | Total de votos                                             | Total de votos                                             | 404.052                                | 100                                    |                                        | | |
| Votantes registrados/participación           | Votantes registrados/participación                         | Votantes registrados/participación                         | 453.900                                | 89,02                                  |                                        | | |
| Provincia de Misiones 3 Diputados            |                                                            |                                                            |                                        |                                        |                                        | | |
| Partidos                                     | Partidos                                                   | Partidos                                                   | Votos                                  | %                                      | Bancas                                 | Electos 1963-1965 | Electos 1963-1967 |
|                                              | Unión Cívica Radical del Pueblo                            | Unión Cívica Radical del Pueblo                            | 19.614                                 | 28,29                                  | 1/3                                    | — | - Rodolfo David Baccay |
|                                              | Unión Cívica Radical Intransigente                         | Unión Cívica Radical Intransigente                         | 18.889                                 | 27,25                                  | 1/3                                    | — | - Roberto Antonio Galeano |
|                                              | Alianza Misionera (UDELPA-PDP)                             | Alianza Misionera (UDELPA-PDP)                             | 12.110                                 | 17,47                                  | 1/3                                    | — | - Luis Antón (UDELPA) |
|                                              | Partido Demócrata Cristiano                                | Partido Demócrata Cristiano                                | 7.883                                  | 11,37                                  |                                        | | |
|                                              | Unión Cívica Popular Misionera                             | Unión Cívica Popular Misionera                             | 4.099                                  | 5,91                                   |                                        | | |
|                                              | Partido Socialista                                         | Partido Socialista                                         | 3.857                                  | 5,56                                   |                                        | | |
|                                              | Coalición Acción Nacional-Unión Cívica de los Trabajadores | Coalición Acción Nacional-Unión Cívica de los Trabajadores | 1.672                                  | 2,41                                   |                                        | | |
|                                              | Partido Liberal                                            | Partido Liberal                                            | 1.202                                  | 1,73                                   |                                        | | |
|                                              |                                                            |                                                            |                                        |                                        |                                        | | |
| Votos positivos                              | Votos positivos                                            | Votos positivos                                            | 69.326                                 | 72,23                                  |                                        | | |
| Votos en blanco                              | Votos en blanco                                            | Votos en blanco                                            | 16.902                                 | 17,61                                  |                                        | | |
| Votos nulos                                  | Votos nulos                                                | Votos nulos                                                | 8.564                                  | 8,92                                   |                                        | | |
| Diferencia de actas                          | Diferencia de actas                                        | Diferencia de actas                                        | 1.187                                  | 1,24                                   |                                        | | |
| Total de votos                               | Total de votos                                             | Total de votos                                             | 95.979                                 | 100                                    |                                        | | |
| Votantes registrados/participación           | Votantes registrados/participación                         | Votantes registrados/participación                         | 132.053                                | 72,68                                  |                                        | | |
| Provincia del Neuquén 2 Diputados            |                                                            |                                                            |                                        |                                        |                                        | | |
| Partidos                                     | Partidos                                                   | Partidos                                                   | Votos                                  | %                                      | Bancas                                 | Electos 1963-1965 | Electos 1963-1967 |
|                                              | Movimiento Popular Neuquino                                | Movimiento Popular Neuquino                                | 20.572                                 | 57,59                                  | 2/2                                    | - Felipe Pessino - Jorge Solana | — |
|                                              | Unión Cívica Radical Intransigente                         | Unión Cívica Radical Intransigente                         | 6.217                                  | 17,40                                  |                                        | | |
|                                              | Unión Cívica Radical del Pueblo                            | Unión Cívica Radical del Pueblo                            | 3.567                                  | 9,99                                   |                                        | | |
|                                              | Unión Popular                                              | Unión Popular                                              | 2.602                                  | 7,28                                   |                                        | | |
|                                              | Partido Demócrata Cristiano                                | Partido Demócrata Cristiano                                | 1.147                                  | 3,21                                   |                                        | | |
|                                              | Partido Demócrata                                          | Partido Demócrata                                          | 851                                    | 2,38                                   |                                        | | |
|                                              | Partido Laborista                                          | Partido Laborista                                          | 765                                    | 2,14                                   |                                        | | |
|                                              |                                                            |                                                            |                                        |                                        |                                        | | |
| Votos positivos                              | Votos positivos                                            | Votos positivos                                            | 35.721                                 | 88,18                                  |                                        | | |
| Votos en blanco                              | Votos en blanco                                            | Votos en blanco                                            | 4.449                                  | 10,98                                  |                                        | | |
| Votos nulos                                  | Votos nulos                                                | Votos nulos                                                | 151                                    | 0,37                                   |                                        | | |
| Diferencia de actas                          | Diferencia de actas                                        | Diferencia de actas                                        | 187                                    | 0,46                                   |                                        | | |
| Total de votos                               | Total de votos                                             | Total de votos                                             | 40.508                                 | 100                                    |                                        | | |
| Votantes registrados/participación           | Votantes registrados/participación                         | Votantes registrados/participación                         | 50.727                                 | 79,85                                  |                                        | | |
| Provincia de Río Negro 2 Diputados           |                                                            |                                                            |                                        |                                        |                                        | | |
| Partidos                                     | Partidos                                                   | Partidos                                                   | Votos                                  | %                                      | Bancas                                 | Electos 1963-1965 | Electos 1963-1967 |
|                                              | Unión Cívica Radical del Pueblo                            | Unión Cívica Radical del Pueblo                            | 15.044                                 | 37,64                                  | 1/2                                    | - Luis Osvaldo Arias | — |
|                                              | Unión Cívica Radical Intransigente                         | Unión Cívica Radical Intransigente                         | 12.442                                 | 31,13                                  | 1/2                                    | - Pablo Fermín Oreja | — |
|                                              | Partido Demócrata Cristiano                                | Partido Demócrata Cristiano                                | 6.334                                  | 15,85                                  |                                        | | |
|                                              | Partido Demócrata Progresista                              | Partido Demócrata Progresista                              | 6.145                                  | 15,38                                  |                                        | | |
|                                              |                                                            |                                                            |                                        |                                        |                                        | | |
| Votos positivos                              | Votos positivos                                            | Votos positivos                                            | 39.965                                 | 58,60                                  |                                        | | |
| Votos en blanco                              | Votos en blanco                                            | Votos en blanco                                            | 26.352                                 | 38,64                                  |                                        | | |
| Votos nulos                                  | Votos nulos                                                | Votos nulos                                                | 1.315                                  | 1,93                                   |                                        | | |
| Diferencia de actas                          | Diferencia de actas                                        | Diferencia de actas                                        | 571                                    | 0,84                                   |                                        | | |
| Total de votos                               | Total de votos                                             | Total de votos                                             | 68.203                                 | 100                                    |                                        | | |
| Votantes registrados/participación           | Votantes registrados/participación                         | Votantes registrados/participación                         | 92.366                                 | 73,84                                  |                                        | | |
| Provincia de Salta 3 Diputados               |                                                            |                                                            |                                        |                                        |                                        | | |
| Partidos                                     | Partidos                                                   | Partidos                                                   | Votos                                  | %                                      | Bancas                                 | Electos 1963-1965 | Electos 1963-1967 |
|                                              | Partido Laborista Nacional                                 | Partido Laborista Nacional                                 |                                        |                                        | 2/3                                    | — | - José Armando Caro - Juan Carlos Cornejo Linares |
|                                              | Movimiento Federal Democrático                             | Movimiento Federal Democrático                             |                                        |                                        | 1/3                                    | — | - Jaime Hernán Figueroa |
|                                              |                                                            |                                                            |                                        |                                        |                                        | | |
| Votos positivos                              |                                                            |                                                            |                                        |                                        |                                        | | |
| Votos en blanco                              |                                                            |                                                            |                                        |                                        |                                        | | |
| Votos nulos                                  |                                                            |                                                            |                                        |                                        |                                        | | |
| Total de votos                               | Total de votos                                             | Total de votos                                             | 156.207                                | 100                                    |                                        | | |
| Votantes registrados/participación           | Votantes registrados/participación                         | Votantes registrados/participación                         | 203.650                                | 76,70                                  |                                        | | |
| Provincia de San Juan 3 Diputados            |                                                            |                                                            |                                        |                                        |                                        | | |
| Partidos                                     | Partidos                                                   | Partidos                                                   | Votos                                  | %                                      | Bancas                                 | Electos 1963-1965 | Electos 1963-1967 |
|                                              | Unión Cívica Radical Bloquista                             | Unión Cívica Radical Bloquista                             | 46.365                                 | 28,76                                  | 1/3                                    | - Ángel Serafín Cantoni | — |
|                                              | Unión Popular                                              | Unión Popular                                              | 32.517                                 | 20,17                                  | 1/3                                    | - Ruperto Honorio Godoy | — |
|                                              | Unión Cívica Radical Cruzada Renovadora                    | Unión Cívica Radical Cruzada Renovadora                    | 32.050                                 | 19,88                                  | 1/3                                    | - Francisco Omar Aveta | — |
|                                              | Unión Cívica Radical del Pueblo                            | Unión Cívica Radical del Pueblo                            | 31.416                                 | 19,49                                  |                                        | | |
|                                              | Concentración Demócrata                                    | Concentración Demócrata                                    | 6.310                                  | 3,91                                   |                                        | | |
|                                              | Partido Demócrata Cristiano                                | Partido Demócrata Cristiano                                | 3.981                                  | 2,47                                   |                                        | | |
|                                              | Unión del Pueblo Argentino                                 | Unión del Pueblo Argentino                                 | 3.816                                  | 2,37                                   |                                        | | |
|                                              | Unión Cívica Radical Intransigente                         | Unión Cívica Radical Intransigente                         | 2.999                                  | 1,86                                   |                                        | | |
|                                              | Partido Laborista                                          | Partido Laborista                                          | 863                                    | 0,54                                   |                                        | | |
|                                              | Cruzada Acción Nacional                                    | Cruzada Acción Nacional                                    | 685                                    | 0,42                                   |                                        | | |
|                                              | Unión Nacional                                             | Unión Nacional                                             | 224                                    | 0,14                                   |                                        | | |
|                                              |                                                            |                                                            |                                        |                                        |                                        | | |
| Votos positivos                              | Votos positivos                                            | Votos positivos                                            | 161.226                                | 98,65                                  |                                        | | |
| Diferencia de actas                          | Diferencia de actas                                        | Diferencia de actas                                        | 2.207                                  | 1,35                                   |                                        | | |
| Total de votos                               | Total de votos                                             | Total de votos                                             | 163.433                                | 100                                    |                                        | | |
| Votantes registrados/participación           | Votantes registrados/participación                         | Votantes registrados/participación                         | 186.349                                | 87,70                                  |                                        | | |
| Provincia de San Luis 2 Diputados            |                                                            |                                                            |                                        |                                        |                                        | | |
| Partidos                                     | Partidos                                                   | Partidos                                                   | Votos                                  | %                                      | Bancas                                 | Electos 1963-1965 | Electos 1963-1967 |
|                                              | Partido Demócrata Liberal                                  | Partido Demócrata Liberal                                  | 27.972                                 | 33,44                                  | 1/2                                    | - Guillermo Alberto Belgrano Rawson | — |
|                                              | Acción Popular Sanluiseña                                  | Acción Popular Sanluiseña                                  | 23.126                                 | 27,65                                  | 1/2                                    | - Martín Lozano | — |
|                                              | Unión Cívica Radical Intransigente                         | Unión Cívica Radical Intransigente                         | 17.933                                 | 21,44                                  |                                        | | |
|                                              | Unión Cívica Radical del Pueblo                            | Unión Cívica Radical del Pueblo                            | 7.804                                  | 9,33                                   |                                        | | |
|                                              | Partido Demócrata de la Justicia Social                    | Partido Demócrata de la Justicia Social                    | 2.406                                  | 2,88                                   |                                        | | |
|                                              | Partido Demócrata Cristiano                                | Partido Demócrata Cristiano                                | 1.787                                  | 2,14                                   |                                        | | |
|                                              | Movimiento del Frente Nacional                             | Movimiento del Frente Nacional                             | 1.227                                  | 1,47                                   |                                        | | |
|                                              | Partido Socialista Argentino                               | Partido Socialista Argentino                               | 708                                    | 0,85                                   |                                        | | |
|                                              | Partido Socialista Democrático                             | Partido Socialista Democrático                             | 680                                    | 0,81                                   |                                        | | |
|                                              |                                                            |                                                            |                                        |                                        |                                        | | |
| Votos positivos                              | Votos positivos                                            | Votos positivos                                            | 83.643                                 | 97,13                                  |                                        | | |
| Votos en blanco                              | Votos en blanco                                            | Votos en blanco                                            | 2.389                                  | 2,77                                   |                                        | | |
| Diferencia de actas                          | Diferencia de actas                                        | Diferencia de actas                                        | 82                                     | 0,10                                   |                                        | | |
| Total de votos                               | Total de votos                                             | Total de votos                                             | 86.114                                 | 100                                    |                                        | | |
| Votantes registrados/participación           | Votantes registrados/participación                         | Votantes registrados/participación                         | 103.782                                | 82,98                                  |                                        | | |
| Provincia de Santa Cruz 2 Diputados          |                                                            |                                                            |                                        |                                        |                                        | | |
| Partidos                                     | Partidos                                                   | Partidos                                                   | Votos                                  | %                                      | Bancas                                 | Electos 1963-1965 | Electos 1963-1967 |
|                                              | Unión Cívica Radical del Pueblo                            | Unión Cívica Radical del Pueblo                            |                                        |                                        | 1/2                                    | - Francisco Rodolfo García Leyenda | — |
|                                              | Unión Cívica Radical Intransigente                         | Unión Cívica Radical Intransigente                         |                                        |                                        | 1/2                                    | - Alcides Bartolomé Pérez Gallart | — |
|                                              |                                                            |                                                            |                                        |                                        |                                        | | |
| Votos positivos                              |                                                            |                                                            |                                        |                                        |                                        | | |
| Votos en blanco                              |                                                            |                                                            |                                        |                                        |                                        | | |
| Votos nulos                                  |                                                            |                                                            |                                        |                                        |                                        | | |
| Total de votos                               | Total de votos                                             | Total de votos                                             | 13.602                                 | 100                                    |                                        | | |
| Votantes registrados/participación           | Votantes registrados/participación                         | Votantes registrados/participación                         | 19.688                                 | 69,09                                  |                                        | | |
| Provincia de Santa Fe 20 Diputados           |                                                            |                                                            |                                        |                                        |                                        | | |
| Partidos                                     | Partidos                                                   | Partidos                                                   | Votos                                  | %                                      | Bancas                                 | Electos 1963-1965 | Electos 1963-1967 |
|                                              | Unión Cívica Radical del Pueblo                            | Unión Cívica Radical del Pueblo                            | 233.851                                | 28,16                                  | 7/20                                   | - Juan Carlos Contini - Salvador Damiani - Luis Ferrari - José R. Mansilla | - José A. Bachini - Eduardo D. Muratori - Adolfo R. Rouzaut |
|                                              | Partido Demócrata Progresista                              | Partido Demócrata Progresista                              | 185.917                                | 22,39                                  | 5/20                                   | - Rafael Martínez Raymonda - Mario Mosset Iturraspe | - Camilo José Miguel Muniagurría - Emilio Berrini - Ricardo Molinas |
|                                              | Unión Cívica Radical Intransigente                         | Unión Cívica Radical Intransigente                         | 177.693                                | 21,40                                  | 5/20                                   | - Luis Segundo Coggiola - Juan Scaliter | - Héctor Gómez Machado - Gabriel Romeu Verdier - Fernando Juan Viñals |
|                                              | Unión del Pueblo Argentino                                 | Unión del Pueblo Argentino                                 | 84.055                                 | 10,12                                  | 2/20                                   | - Clemente Juan Colello | - Jorge Julián Christe |
|                                              | Partido Demócrata Cristiano                                | Partido Demócrata Cristiano                                | 64.566                                 | 7,77                                   | 1/20                                   | - José María Reñe | — |
|                                              | Partido Demócrata                                          | Partido Demócrata                                          | 13.912                                 | 1,68                                   |                                        | | |
|                                              | Unión Nacional                                             | Unión Nacional                                             | 12.972                                 | 1,56                                   |                                        | | |
|                                              | Partido Demócrata de la Justicia Social                    | Partido Demócrata de la Justicia Social                    | 12.274                                 | 1,48                                   |                                        | | |
|                                              | Partido Socialista Democrático                             | Partido Socialista Democrático                             | 11.607                                 | 1,40                                   |                                        | | |
|                                              | Partido Socialista Argentino                               | Partido Socialista Argentino                               | 11.413                                 | 1,36                                   |                                        | | |
|                                              | Partido Laborista                                          | Partido Laborista                                          | 10.520                                 | 1,27                                   |                                        | | |
|                                              | Unión Popular                                              | Unión Popular                                              | 7.879                                  | 0,95                                   |                                        | | |
|                                              | Partido Independiente Nacional                             | Partido Independiente Nacional                             | 3.572                                  | 0,43                                   |                                        | | |
|                                              | Movimiento del Frente Nacional                             | Movimiento del Frente Nacional                             | 368                                    | 0,04                                   |                                        | | |
|                                              |                                                            |                                                            |                                        |                                        |                                        | | |
| Votos positivos                              | Votos positivos                                            | Votos positivos                                            | 830.599                                | 79,13                                  |                                        | | |
| Votos en blanco                              | Votos en blanco                                            | Votos en blanco                                            | 213.866                                | 20,37                                  |                                        | | |
| Votos nulos                                  | Votos nulos                                                | Votos nulos                                                | 4.464                                  | 0,43                                   |                                        | | |
| Diferencia de actas                          | Diferencia de actas                                        | Diferencia de actas                                        | 734                                    | 0,07                                   |                                        | | |
| Total de votos                               | Total de votos                                             | Total de votos                                             | 1.049.663                              | 100                                    |                                        | | |
| Votantes registrados/participación           | Votantes registrados/participación                         | Votantes registrados/participación                         | 1.178.224                              | 89,09                                  |                                        | | |
| Provincia de Santiago del Estero 6 Diputados |                                                            |                                                            |                                        |                                        |                                        | | |
| Partidos                                     | Partidos                                                   | Partidos                                                   | Votos                                  | %                                      | Bancas                                 | Electos 1963-1965 | Electos 1963-1967 |
|                                              | Unión Cívica Radical del Pueblo                            | Unión Cívica Radical del Pueblo                            | 66.638                                 | 49,09                                  | 5/6                                    | - Edmundo A. Lescano - Oscar A. Rial | - Abel Víctor Méndez Doyle - José Ignacio Mercado - Juan Claudio Zanoni |
|                                              | Partido Provincial                                         | Partido Provincial                                         | 16.333                                 | 12,03                                  | 1/6                                    | - Francisco Ricardo Cheble | — |
|                                              | Unión del Pueblo Argentino                                 | Unión del Pueblo Argentino                                 | 13.041                                 | 9,61                                   |                                        | | |
|                                              | Partido Demócrata Cristiano                                | Partido Demócrata Cristiano                                | 10.410                                 | 7,67                                   |                                        | | |
|                                              | Unión Cívica Radical Intransigente                         | Unión Cívica Radical Intransigente                         | 9.134                                  | 6,73                                   |                                        | | |
|                                              | Partido Demócrata de la Justicia Social                    | Partido Demócrata de la Justicia Social                    | 8.594                                  | 6,33                                   |                                        | | |
|                                              | Partido Azul y Blanco                                      | Partido Azul y Blanco                                      | 3.948                                  | 2,91                                   |                                        | | |
|                                              | Partido Blanco                                             | Partido Blanco                                             | 3.851                                  | 2,84                                   |                                        | | |
|                                              | Partido Demócrata                                          | Partido Demócrata                                          | 2.716                                  | 2,00                                   |                                        | | |
|                                              | Cruzada Acción Nacional                                    | Cruzada Acción Nacional                                    | 1.089                                  | 0,80                                   |                                        | | |
|                                              |                                                            |                                                            |                                        |                                        |                                        | | |
| Votos positivos                              | Votos positivos                                            | Votos positivos                                            | 135.754                                | 72,47                                  |                                        | | |
| Votos en blanco                              | Votos en blanco                                            | Votos en blanco                                            | 36.341                                 | 19,40                                  |                                        | | |
| Diferencia de actas                          | Diferencia de actas                                        | Diferencia de actas                                        | 15.218                                 | 8,12                                   |                                        | | |
| Total de votos                               | Total de votos                                             | Total de votos                                             | 187.313                                | 100                                    |                                        | | |
| Votantes registrados/participación           | Votantes registrados/participación                         | Votantes registrados/participación                         | 289.204                                | 64,77                                  |                                        | | |
| Provincia de Tucumán 7 Diputados             |                                                            |                                                            |                                        |                                        |                                        | | |
| Partidos                                     | Partidos                                                   | Partidos                                                   | Votos                                  | %                                      | Bancas                                 | Electos 1963-1965 | Electos 1963-1967 |
|                                              | Unión Cívica Radical Intransigente                         | Unión Cívica Radical Intransigente                         | 48.651                                 | 20,76                                  | 2/7                                    | - Juan Carlos Cárdenas | - Pascual Tarulli |
|                                              | Unión Cívica Radical del Pueblo                            | Unión Cívica Radical del Pueblo                            | 34.480                                 | 14,72                                  | 1/7                                    | - Ramón Francisco Arroyo | — |
|                                              | Partido Demócrata Cristiano                                | Partido Demócrata Cristiano                                | 33.663                                 | 14,37                                  | 1/7                                    | — | - Francisco A. Salado |
|                                              | Partido Demócrata de la Justicia Social                    | Partido Demócrata de la Justicia Social                    | 28.112                                 | 12,00                                  | 1/7                                    | - Oscar Emilio Sarrulle | — |
|                                              | Defensa Provincial-Bandera Blanca                          | Defensa Provincial-Bandera Blanca                          | 24.422                                 | 10,42                                  | 1/7                                    | — | - Isaías Juan Nougués |
|                                              | Unión del Pueblo Argentino                                 | Unión del Pueblo Argentino                                 | 23.614                                 | 10,08                                  | 1/7                                    | — | - Eduardo Miguel Ávila |
|                                              | Movimiento del Frente Nacional                             | Movimiento del Frente Nacional                             | 11.370                                 | 4,85                                   |                                        | | |
|                                              | Unión Nacional                                             | Unión Nacional                                             | 11.082                                 | 4,73                                   |                                        | | |
|                                              | Partido Demócrata Progresista                              | Partido Demócrata Progresista                              | 8.190                                  | 3,50                                   |                                        | | |
|                                              | Partido Socialista Democrático                             | Partido Socialista Democrático                             | 6.706                                  | 2,86                                   |                                        | | |
|                                              | Partido Demócrata Liberal                                  | Partido Demócrata Liberal                                  | 3.190                                  | 1,36                                   |                                        | | |
|                                              | Cruzada Acción Nacional                                    | Cruzada Acción Nacional                                    | 817                                    | 0,35                                   |                                        | | |
|                                              |                                                            |                                                            |                                        |                                        |                                        | | |
| Votos positivos                              | Votos positivos                                            | Votos positivos                                            | 234.297                                | 72,80                                  |                                        | | |
| Votos en blanco                              | Votos en blanco                                            | Votos en blanco                                            | 87.554                                 | 27,20                                  |                                        | | |
| Total de votos                               | Total de votos                                             | Total de votos                                             | 321.851                                | 100                                    |                                        | | |
| Votantes registrados/participación           | Votantes registrados/participación                         | Votantes registrados/participación                         | 415.948                                | 77,38                                  |                                        | | |

1. ↑  Falleció el 10 de febrero de 1965, no fue reemplazado.
2. ↑  Renunció el 19 de agosto de 1964, no fue reemplazado.
3. ↑  Falleció el 17 de octubre de 1964, no fue reemplazado.
4. ↑  Falleció el 12 de julio de 1964, lo reemplaza Carlos Duvol Alegre (UP) en 1965.
5. ↑  Falleció el 4 de julio de 1964, no fue reemplazado.
6. ↑  Falleció el 27 de diciembre de 1963, no fue reemplazado.
7. ↑  Falleció el 26 de abril de 1965, no fue reemplazado.
8. ↑  Falleció el 11 de octubre de 1965, no fue reemplazado.
9. ↑  Falleció el 8 de noviembre de 1964, no fue reemplazado.
10. ↑  Falleció el 25 de mayo de 1964, no fue reemplazado.
11. ↑  Diploma rechazado el 29 de julio de 1964, lo reemplaza Amalio David Ruiz (UP).
12. ↑  Falleció el 28 de mayo de 1964, lo reemplaza Ricardo Juan Guillermo Harvey (PACo) en 1965.
13. ↑  Falleció el 14 de agosto de 1964, lo reemplaza Silvano Ramón Espinoza (FPC) en 1965.
14. ↑  Falleció el 21 de julio de 1965, no fue reemplazado.